# Gangsta Lovin'
Gangsta Lovin' è un brano musicale della rapper statunitense Eve, pubblicato come primo singolo estratto dall'album Eve-Olution il 3 luglio 2002. Il brano figura la collaborazione della cantante R&B Alicia Keys ed è stato prodotto da Irv Gotti e 7 Aurelius.

## Tracce
UK CD single
1. Gangsta Lovin' (featuring Alicia Keys)
2. Who's That Girl?
3. Gangsta Lovin' (Instrumental)

European CD single
1. Gangsta Lovin' (featuring Alicia Keys) – 3:59
2. U Me & She – 3:52

European CD maxi single
1. Gangsta Lovin' (featuring Alicia Keys) – 3:59
2. U Me & She – 3:52
3. Let Me Blow Ya Mind (Stargate Remix featuring Gwen Stefani) – 3:33
4. Who's That Girl? (Instrumental) – 4:41

## Classifiche
| Classifica (2002) | Posizione più alta |
| ----------------- | ------------------ |
| Australia         | 4                  |
| Austria           | 41                 |
| Belgio (Fiandre)  | 18                 |
| Belgio (Vallonia) | 13                 |
| Danimarca         | 6                  |
| Europa            | 7                  |
| Finlandia         | 6                  |
| Francia           | 20                 |
| Germania          | 21                 |
| Irlanda           | 15                 |
| Italia            | 14                 |
| Norvegia          | 5                  |
| Nuova Zelanda     | 7                  |
| Paesi Bassi       | 8                  |
| Regno Unito       | 6                  |
| Stati Uniti       | 2                  |
| Svezia            | 10                 |
| Svizzera          | 6                  |
| Ungheria          | 10                 |